# Georgi Danailow

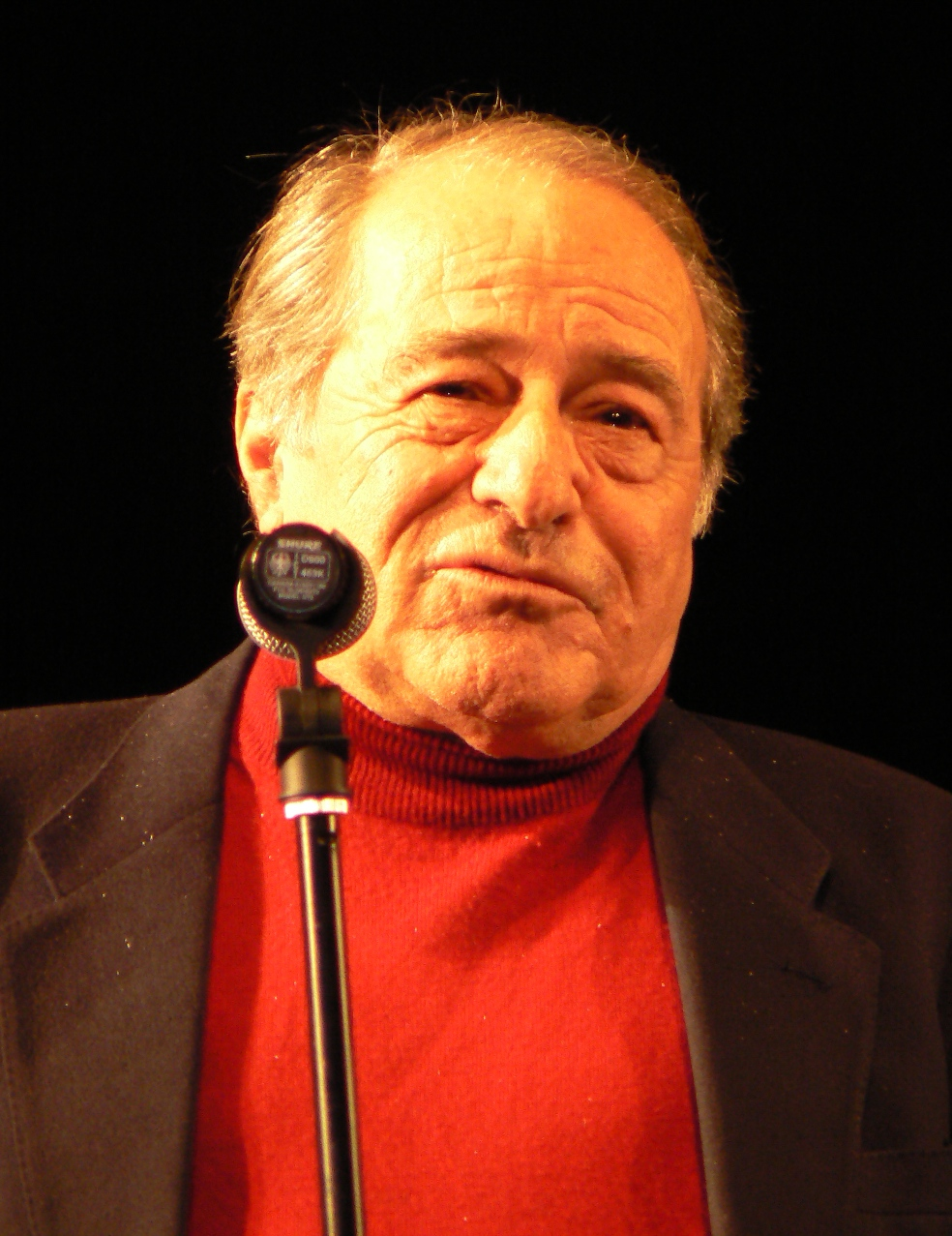
Georgi Danailow (2010)

Georgi Christow Danailow (bulg. Георги Христов Данаилов; * 8. Januar 1936 in Sofia; † 8. März 2017 in Sofia) war ein bulgarischer Schriftsteller und Drehbuchautor.

## Biographie
Georgi Danailow stammte aus einem bekannten Geschlecht aus Swischtow. Er ist der Enkel von Prof. Georgi Todorow Danailow. (Anmerkung: nach alter Tradition bekommen die Enkel oft den Vornamen ihrer Großväter.) Er wurde 1936 in Sofia geboren. 1950 wurde seine Familie interniert und er kehrte nach Swischtow zurück. Er lernte Chemie und unterrichtete. Aber seit seinen Studentenjahren beschäftigte er sich mit Literatur. Bereits mit seinem ersten Buch wurde er in Bulgarien sehr bekannt.
Von 1993 bis 1995 war er Vorsitzender der staatlichen Agentur für Bulgaren im Ausland.

## Werke
(Anmerkung: Bei den deutschen Buchtiteln handelt es sich lediglich um freie Übersetzungen, sie sind nicht auf Deutsch erschienen.)
- Die Kinder spielen draußen (bulg. Деца играят вън)
- Bei niemandem (bulg. При никого)
- Der Mord an Mozart (bulg. Убийството на Моцарт)
- Nach Chicago und zurück, hundert Jahre später (bulg. До Чикаго и назад, сто години по-късно)

Er ist Autor von vielen Filmen und Drehbüchern:
- Chirurgen (bulg. Хирурзи)
- Raub in Gelb (bulg. Похищение в жълто)
- Wohin fahrt ihr? (bulg. За къде пътувате?)
- Und wohin jetzt? (bulg. А сега накъде?) (gemeinsam mit Rangel Baltschanow)
- Das Lager (bulg. Лагерът) (gemeinsam mit Georgi Djulgerow)

Für seine letzten literarischen Werke wurde er auch international anerkannt und erhielt Literaturpreise:
- Das Haus jenseits der Welt (bulg.Къща отвъд света)
- Erinnerungen an einen Stadtidioten (bulg. Спомени за градския идиот)
- Für Jean-Jacques Rousseau (bulg. За Жан Жак Русо) (Essay)
- Pans Lächeln (bulg. Усмивката на Пан) (Essay)
- So weit ich mich erinnere (bulg. Доколкото си спомням) (in drei Teilen)
- Fröhliches Buch für das bulgarische Volk (bulg. Весела книга за българския народ)